# 印蒂雅·艾瑞
印蒂雅·艾瑞（英語：India Arie，1975年10月3日—），原名印蒂雅·艾瑞·辛普森，美国灵魂乐歌手，节奏蓝调音乐歌手创作人，同时也擅长吉他与长笛等乐器。

## 背景
印蒂雅·艾瑞出生于科罗拉多州的丹佛市。在他父母的鼓励下很小便展示出了过人的音乐天赋。她的母亲曾经是一位歌手，在年轻时曾与魔城唱片公司签约，现在是她的设计师。她的父亲Ralph Simpson曾经是ABA和NBA联盟下的篮球运动员。 13岁那年她的父母离婚，印蒂雅·艾瑞跟随母亲搬到佐治亚州的亚特兰大市居住。在丹佛期间，印蒂雅·艾瑞已经展现了在演奏吉他方面的极高造诣，在就读萨凡纳艺术与设计学院后，她的吉他演奏得到了进一步的提高，她开始创作一些关于内心想法的歌曲。
亚特兰大的独立唱片公司EarthShare出版的地下专辑收录了arie最初的一首歌曲。这也为arie赢得了在1998年Lilith Fair音乐节第二舞台演出的机会。正是这次演出中，为她获得了众多专业唱片公司的青睐，不过她自己为了保留所喜欢的艺术风格，还是与摩城公司签定了合同。 说到加入摩城的原因，她解释到：“我从没刻意去寻找一份合约，我知道我想做的是让尽可能多的观众听到我的歌，而且我不想就那么简单的改变我自己和我的音乐风格。我碰到了Reen Nalli（环球唱片公司的星探），我信任她，我知道她可以帮助我得到一份很好的合约。之后我又见到了摩城公司的总裁，Kedar Massenburg，而他告诉我，他绝对不强迫我改变自己的艺术风格。”

## 音乐生涯

### Acoustic Soul (2001)
没有任何合成器的加入，Acoustic Soul使歌迷一次性认识了一位勇敢富有魅力的嗓音和经典的行吟诗人风格的歌手，词曲作者。这张专辑还引来了嘻哈，新的灵魂，蓝调，民谣爱好者一大片罕见的听众。
Acoustic Soul在2001年3月27日发行，首周便登上告示牌热门专辑榜第十，和节奏蓝调嘻哈榜季军。短短几个月内，在没有电台的宣传情况下，这张专辑本土销量便突破双白金。作为专辑成功的顶点，arie获得了当年七项格莱美重量级提名，遗憾的是未能获奖。在当年的格莱美颁奖晚会上，arie以一曲"Video"作为闭幕表演。

### Voyage to India (2002)
Arie 第二张专辑Voyage to India于2002年9月24日发行，一经推出立即空降告示牌节奏蓝调榜冠军+专辑榜Top6，2003年抱走葛莱美‘最佳节奏蓝调专辑’以及‘最佳都会/另类歌手演出—Little Things’两项大奖。Voyage to India在美国获得了钻石唱片的认证，全球销量超过230万。

### Testimony: Vol. 1, Life & Relationship (2006)
Arie的第三张录音室专辑Testimony: Vol. 1, Life & Relationship于2006年6月27日发行，这张专辑是Are的第一张告示牌冠军专辑，也是魔城唱片公司12年以来的首张冠军专辑。专辑首周便在美国卖出了16万1千张，不久便获得了金唱片的认证，全球销量突破130万。专辑中的歌曲"I Am Not My Hair" 也成功登上了美国告示牌热门单曲榜前100和英国金榜前75。

### Testimony: Vol. 2, Love & Politics (2009)
Testimony: Vol. 2, Love & Politics于2009年2月10日发行是Arie离开魔城转投环球唱片后录制的首张唱片，在这张专辑中Arie与Sezen Aksu, Keb Mo, Gramps Morgan 等 Musiq Soulchild 等音乐人合作，Arie大量参与了其中的制作。使得音乐更加丰富多彩更加真实，Arie在采访中表示这张专辑更加自我，没有更多的考虑听众和媒体的需求。专辑中成功展现了arie从夏威夷旅游归来新发现的音乐灵感。

### Open Door
印蒂雅·艾瑞与以色列音乐家Idan Raichel共同制作的新专辑Open Door将于2011年春天发行